# Радмила Шогољева
Радмила Валентиновна Шогољева (укр. Радмила Валентинівна Щоголева Кијев, 27. март 1973) је украјинска позоришна и филмска глумица и телевизијска водитељка.

## Биографија
Радмила Шогољева рођена је у Кијеву 23. марта 1973. године, у тадашњој Украјинској Совјетској Социјалистичкој Републици. Име јој је дао отац по југословенској певачици Радмили Караклајић, која је гостовала у Кијеву на дан њеног рођења.  Њен деда је био заменик директора Академског театра опере и балета УССР, бака је певала на тој сцени, а отац је радио као режисер у музичком театру и предавао на Кијевској конзерваторијуму. 
Глумачку каријеру Радмила је започела у Националном академском театру руске драме Леси Украјинке. Неко време касније прешла је у театар Андреја Данилка, с којим је заједно водила телевизијски програм „СВ-шоу“. Дебитовала је у филму у серији Острво љубави 1995. године. Након тога, наступила је у серијалу Роксолана. Велику славу донела јој је и улога Кармен у српском филму Бело одело (1999).